# Cumberland (Wisconsin)
Cumberland is een plaats (city) in de Amerikaanse staat Wisconsin, en valt bestuurlijk gezien onder Barron County.

## Demografie
Bij de volkstelling in 2000 werd het aantal inwoners vastgesteld op 2280. In 2006 is het aantal inwoners door het United States Census Bureau geschat op 2302, een stijging van 22 (1,0%).

## Geografie
Volgens het United States Census Bureau beslaat de plaats een oppervlakte van 10,3 km², waarvan 8,8 km² land en 1,5 km² water. Cumberland ligt op ongeveer 379 m boven zeeniveau.

## Plaatsen in de nabije omgeving
De onderstaande figuur toont nabijgelegen plaatsen in een straal van 24 km rond Cumberland.